# Guazapa (gemeente)
Guazapa is een stad en gemeente in het departement San Salvador in El Salvador.
Ongeveer vijf kilometer naar het noordoosten ligt de vulkaan Guazapa.